# Araceli González Vázquez
Araceli González Vázquez (Torrelavega, Cantàbria, 24 d'abril de 1976) és una investigadora, antropòloga i escriptora càntabra.

## Trajectòria

### Investigació
Llicenciada en Història per la Universitat de Cantàbria, i en Antropologia Social i Cultural per la Universitat de Deusto, ha treballat com a investigadora postdoctoral al Laboratoire d'Anthropologie Sociale de Collège de France i a l'École des hautes études en sciences sociales (EHESS), a París, a l'Àrea d'Estudis Àrabs i Islàmics de la Universitat del País Basc, i a l'Institut de Llengües i Cultures de la Mediterrània i el Pròxim Orient (ILC) del CSIC.
Després d'acabar els estudis d'història (1999), va realitzar prospeccions etnohistòriques sobre la informació etnogràfica sobre els caçadors-recol·lectors de Califòrnia disponibles a la documentació de l'arxiu espanyol dels segles XVI-XVIII. També ha treballat en canvis socials en societats rurals de Cantàbria i el País Basc. Ha publicat diversos articles sobre aquests temes. El 2000, va començar a treballar en la construcció social del gènere al Rif Occidental/Jbala, al Marroc.
Va realitzar els seus estudis predoctorals amb una beca de formació del govern basc a la Universitat de Cantàbria, on el 2010, va defensar una tesi en antropologia social titulada "Mujeres de Yebala: Género, Islam y alteridades en Marruecos", on analitzà les pràctiques rituals de les dones rurals a la província de Chefchaouen, al nord del Marroc, i les relacions entre dones, així com certes formes d'alteritat (homes, sants, esperits, morts). Després de la seva formació en antropologia social i cultural (2004), entre el 2005 i el 2007 va realitzar diversos cursos amb estades al Marroc. El 2008 va treballar durant uns mesos com a investigadora visitant a l'IREMAM (Institut de Recerca i Estudis sobre el Món Àrab i Musulmà), a la Casa Mediterrània de Ciències Humanes del CNRS d'Aix-en-Provence, a França.
Actualment és científica titular del Consell Superior d'Investigacions Científiques (CSIC) i, des de l'any 2017, treballa al Departament d'Arqueologia i Antropologia de la Institució Milà i Fontanals, a Barcelona. Com a antropòloga i historiadora, s'ha especialitzat en estudis sobre gènere, cos, sufisme i Islam al Marroc. És autora del llibre Mujeres, Islam i alteritades en el norte de Marruecos (2015), i de nombrosos articles científics publicats en revistes de prestigi internacional en anglès, francès i espanyol. Les seves línies de recerca actuals aborden les relacions entre humans i no-humans al nord d'Àfrica, al Marroc, a Ceuta i a Melilla. Entre 2014 i 2018 fou membre del Laboratoire d'Anthropologie Sociale francès.

### Escriptora
A la seva tasca com a científica, se li suma la seva dedicació a l'escriptura, des de la qual ha transitat tant en el camp de la poesia com en el de la prosa i el teatre. La seva obra narrativa figura en les antologies Espejo de papel (1998) i Palabra e imagen (1999). Amb la seva obra de teatre Juan Cruz va ser finalista del premi Ricardo López Aranda (1999). El seu primer llibre de poemes, Cascabeles de hielo (2002), va obtenir el Premi Consell Social de la Universitat de Cantàbria. Pels seus relats breus i contes ha rebut nombrosos premis literaris, i la seva obra apareix en nombroses publicacions col·lectives i antologies. La seva publicació més recent és el llibre de poemes Murciélagos de hierro (2016), publicat a la col·lecció 'A l'ombra dels dies' del Govern de Cantàbria.
Una de les seves darreres publicacions, relacionada amb la seva tasca com a investigadora sobre l'islam i els musulmans al nord d'Àfrica, és el llibre Entre la Antropología y la Historia: 20 años de investigación sobre los musulmanes del norte de áfrica (2019).

## Reconeixements
Ha estat guanyadora de diversos premis, entre els quals destaquen el Premi José Hierro (1997), el Premi Consell Social de la Universitat de Cantàbria (1997 i 2001), el Premi Internacional Menéndez Pelayo - UIMP (1998) o el Premi Lituma (1999), entre d'altres.